# Ramon Bordas i Estragués
Ramon Bordas i Estragués (Castelló d'Empúries, Alt Empordà, 1837 — 1906) fou un dramaturg català que escrigué principalment drames romàntics i comèdies costumistes.
Bordas cursà el segon ensenyament a l'Institut de Figueres i, ja llavors, comença a assajar-se en el conreu de la literatura publicant diverses poesies en periòdics d'aquesta població. Obtingut el títol de batxiller, anà a viure a Barcelona, on realitzà els estudis de Filosofia i Lletres, per més tard dedicar-se a l'ensenyament. Passà alguns anys exercint de professor en diversos col·legis d'aquesta ciutat, entre ells el Peninsular i el de Don Francisco Presas, fins al que el 1872 marxà a les Balears per impartir classes de llatí i retòrica a l'Institut d'Eivissa. Resta allà set anys. Va contraure matrimoni amb Trinitat de la Cuesta i Falau, natural de l'illa. D'aquest enllaç nasqueren tres fills: Josep, Maria dels Àngels i Maria Dolors. Mencionar que el seu fill, Josep Bordas de la Cuesta, va ser un destacat polític local durant les dècades del 1920 i 1930.
El 1879, tornà a Catalunya i, des de llavors, les tasques literàries l'absorbiren quasi per complet. Es dedicà preferentment al teatre, pel qual sentia verdadera passió. Pertany doncs, a la generació de Frederic Soler, els Vidal i de Valenciano, Conrad Roure i Bofill i altres fundadors de la institució Teatre Català
Aquest autor, tot i que no produí amb quantitat extraordinària com alguns dels seus contemporanis, des de 1867 donà obres al teatre català. El seu primer drama Les dues nobleses es va estrenar amb èxit en el teatre Romea de Barcelona l'any 1867. Escrigué al cap de poc dues comèdies bilingües (a l'època s'obligava als autors a incorporar-hi alguna part en castellà), també en vers i en tres actes titulades Coses del dia i Un agregat de boigs, que foren estrenades respectivament a l'Odeon i al Romea el 1868. L'abril de 1871, presentà al Romea amb molt d'èxit un drama de costums catalanes, La flor de la muntanya, que va recórrer triomfalment tots els escenaris de Catalunya.
De les seues obres teatrals es poden destacar també Un home polític (1882), Política i honra (1883), que tracta de la preservació de l'ètica a la vida política, Set de Justícia (1888), on reincidí en la pèrdua dels valors socials i reivindicava una societat més justa, La pagesa d'Ibisa (1887), etc. Un darrer èxit l'obtingué amb l'obra Lo comte d'Empúries, drama històric estrenat al Romea l'any 1897, i que dedicà a Castelló d'Empúries. Textualment diu: "A la històrica vila de Castelló d'Ampurias, ma estimada pàtria" i situa l'acció de l'obra al Palau dels Comtes.
Amb aquestes obres queda consagrada la personalitat de l'autor, que va veure com moltes de les seves obres escèniques recorregueren els escenaris de Catalunya en nombroses ocasions. Tota la seva obra teatral es va publicar. També edità un àlbum esplèndid que recull deu obres l'any 1889, i un llibre de poesies, el 1891.
Mencionar també, que durant un període s'instal·là a Girona, on col·laborar activament a la Revista de Girona i fou membre de l'Associació Literària de Girona. El 1884, formà part del jurat qualificador del Certamen que organitzava aquesta entitat. I l'any 1889, actuà de president del jurat d'aquest certamen i, en l'acte de repartiment de premis, pronuncià un discurs d'elogi de la llengua catalana.
Ramon Bordas i Estragués va morir als 68 anys, el dia 14 de gener de 1906, a Castelló d'Empúries. La biblioteca de Castelló d'Empúries porta el seu nom, des de 1997, quan fou creada.

## Obra dramàtica
1867
- Les dues nobleses.

1868
- Un agregat de boits.

1868
- Coses del dia.

1871
- La flor de la muntanya.

1872
- La ma de Deu.

1881
- Dins Mallorca.

1882
- Un home polític.
- La llei de l'embut.

1883
- Política i honra.

1887
- La pagesa d'Eivissa.

1888
- Set de justícia.
- Ateos y creients. Drama en 3 actes i en vers. Estrenada al teatre Romea de Barcelona, la nit del 19 de gener de 1892.

1892
- Lo moviment continu. Comèdia de costums en tres actes i en vers. Estrenada al teatre Romea, la nit del 6 de desembre de 1892.

1895
- Lo desheretat.

1896
- Llum del cel.

1897
- Lo Comte d'Ampurias.